# Nojane
Nojane eller Ncojane är en ort i Kalahariöknen i västra Botswana. Den ligger cirka 20 kilometer från gränsen till Namibia, och har både primär- och sekundärskolor samt en vårdcentral. Antalet invånare var 1 439 vid folkräkningen 2001.